# Éramos desconocidos
Éramos desconocidos es una película estadounidense de 1949, dirigida por John Huston y protagonizada por Jennifer Jones, John Garfield, Pedro Armendáriz, Gilbert Roland y Ramón Novarro en los roles principales.
La acción, situada en la Cuba de 1933, trata de un grupo de revolucionarios que luchan contra la dictadura.

## Argumento
En la ciudad de La Habana, Cuba, en 1930, un estadounidense de origen cubano (John Garfield) y una mujer (Jennifer Jones), cuyo hermano fue asesinado por el jefe de la policía secreta del régimen (Pedro Armendáriz), luchan contra la dictadura de Gerardo Machado. Su plan consiste en perpetrar una masacre de prominentes oficiales durante un funeral, para lo que tienen que construir un túnel subterráneo a través de La Habana.

## Comentarios
La situación de Cuba se convertiría años después del estreno de Éramos desconocidos en un foco de atención mundial por el surgimiento de la figura de Fidel Castro. Curiosamente, durante el año de su estreno, este filme visionario de John Huston fue rechazado por izquierdistas y derechistas.
El manejo de la acción alcanza un interesante punto de culminación al final del filme, y el contenido político le da al elemento thriller una dimensión novedosa aún vigente. 
La película está inspirada en la novela Rough Sketch, de Robert Sylvester.